# میرای گربیچ
میرای گربیچ (بوسنیایی: Miraj Grbić؛ زادهٔ ۱۷ ژوئیهٔ ۱۹۷۶) یک هنرپیشه اهل بوسنی و هرزگوین است.
از فیلم‌ها یا برنامه‌های تلویزیونی که وی در آن نقش داشته‌است می‌توان به مأموریت غیرممکن: پروتکل شبح اشاره کرد.